# Asamblea Herreña
Asamblea Herreña (AH) es un partido político insularista y nacionalista canario de El Hierro (España). Fue creado en 2019 como Agrupación Electoral Por El Hierro (AExEH) por David Cabrera de León, exmiembro de la Agrupación Herreña Independiente. Únicamente presentó candidatura a las elecciones al Cabildo Insular de El Hierro de ese año, siendo la segunda fuerza más votada y obteniendo 4 consejeros, pasando a formar parte del gobierno insular.
En febrero de 2023, de cara a las elecciones autonómicas canarias de 2023, el partido firmó una alianza electoral con la Agrupación Socialista Gomera.